# Greenpeace

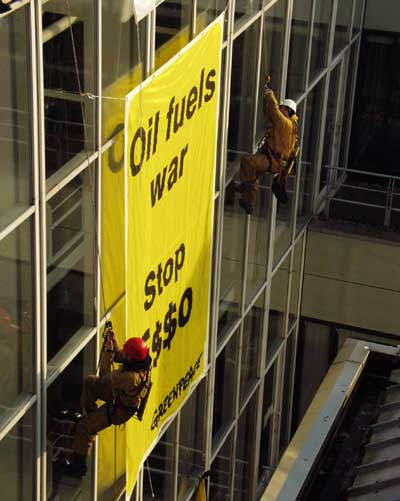
Protesta di Greenpeace contro Esso/ExxonMobil

Greenpeace è un'organizzazione non governativa ambientalista e pacifista fondata a Vancouver nel 1971.
Greenpeace è famosa per la sua azione diretta e non violenta per la difesa del clima, delle balene, dell'interruzione dei test nucleari e dell'ambiente in generale. Negli ultimi anni l'attività dell'organizzazione si è rivolta ad altre questioni ambientali come il riscaldamento globale, l'ingegneria genetica e la pesca a strascico. Greenpeace ha uffici nazionali e regionali in 41 paesi, tutti affiliati a Greenpeace International, con sede ad Amsterdam.
L'organizzazione è finanziata tramite i contributi individuali da parte di circa 2,8 milioni donatori e fondazioni no profit, ma non accetta fondi da governi, partiti politici o grandi aziende. Non è nemmeno una società di aderenti spontanei, in quanto Greenpeace accetta le donazioni ma non iscrive soci.

## Valori e organizzazione
Greenpeace basa la propria testimonianza su:
- azione diretta e non violenta,
manifestando direttamente in luoghi ritenuti importanti per i messaggi che vuole trasmettere, ma senza l'uso della forza in parte rifacendosi alle teorie di Mahatma Gandhi.
- scientificità,
in quanto ogni dossier, report o altra documentazione sono basati su una precedente ricerca scientifica commissionata in maniera indipendente.
- indipendenza,
in quanto non riceve cospicui sostegni in denaro da nessun ente governativo o multinazionale privata per evitare possibili manipolazioni dei risultati scientifici o delle attività intraprese.

Col passare del tempo Greenpeace migliora la propria tecnica di manifestare introducendo nel proprio modus operandi la presenza costante di giornalisti e fotoreporter per documentare le azioni dirette e non violente, l'utilizzo di gommoni per spostamenti più precisi ed efficaci (spunto preso grazie ai marinai francesi negli episodi legati ai test nucleari di Moruroa) e la formazione di equipaggi misti.
L'attuale direttore esecutivo è Norma Torres.

## Uffici nazionali e altri uffici

Mappa degli uffici nazionali di Greenpeace nel mondo

Greenpeace è presente nei seguenti stati (a novembre 2012):

### Uffici nazionali
Argentina, Australia, Austria, Belgio, Brasile, Canada, Cile, Cina, Corea del Sud, Danimarca, Figi, Filippine, Finlandia, Francia, Germania, Giappone, Grecia, India, Indonesia, Israele, Italia, Libano, Lussemburgo, Malta, Messico, Norvegia, Nuova Zelanda, Paesi Bassi, Papua Nuova Guinea, Polonia, Regno Unito, Repubblica Ceca, Romania, Russia, Senegal, Slovacchia, Spagna, Stati Uniti d'America, Sudafrica, Svezia, Svizzera, Thailandia, Taiwan, Turchia, Ungheria.

### Altri uffici
Greenpeace International (Paesi Bassi), Greenpeace Australia Pacific.

## Flotta

### Flotta attuale
- Rainbow Warrior III (2011)
- Esperanza (1984)
- Arctic Sunrise (1975)
- Beluga II (2004)
- Argus (1977)
- Sirius (1951)

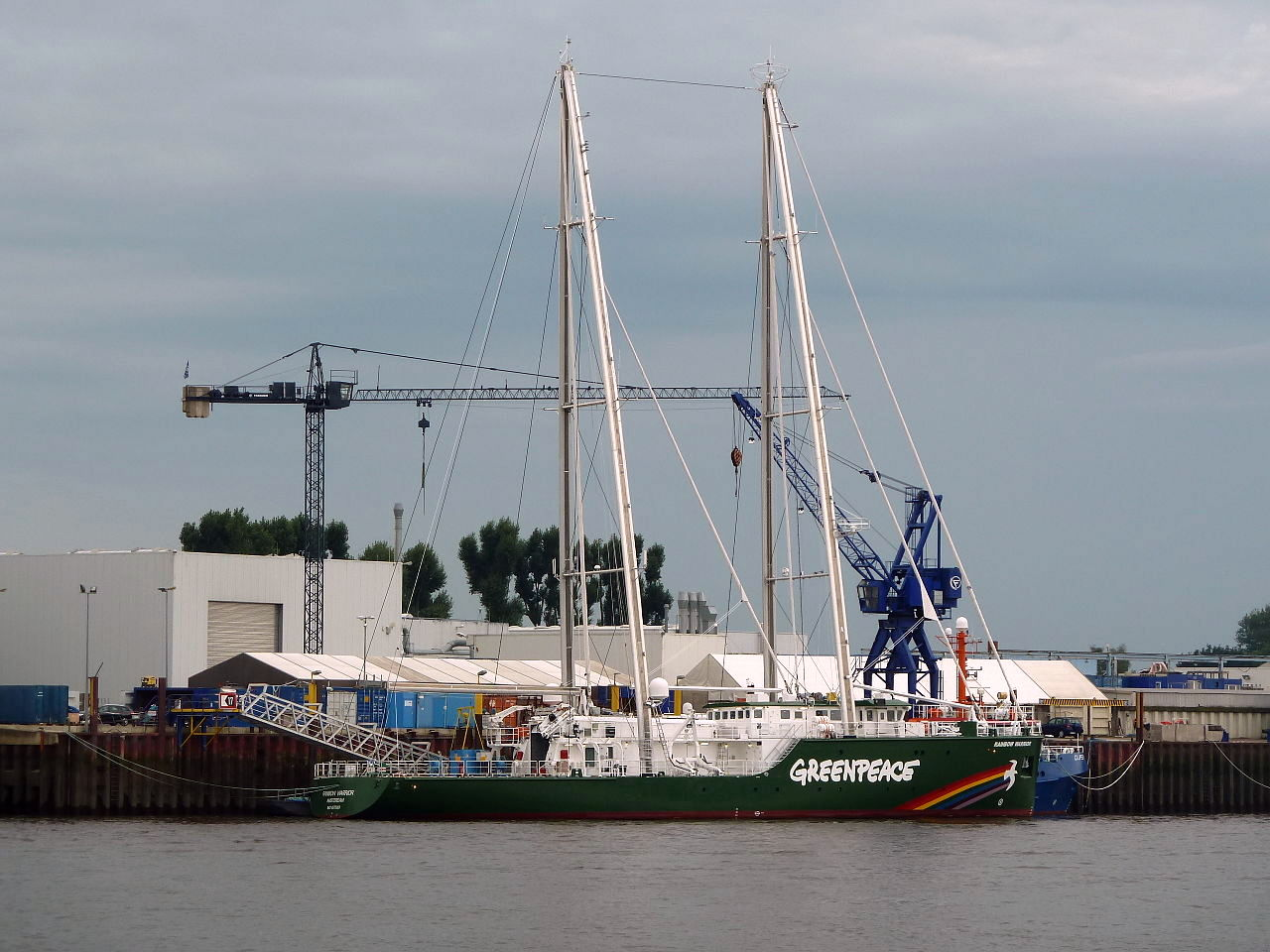
Rainbow Warrior III
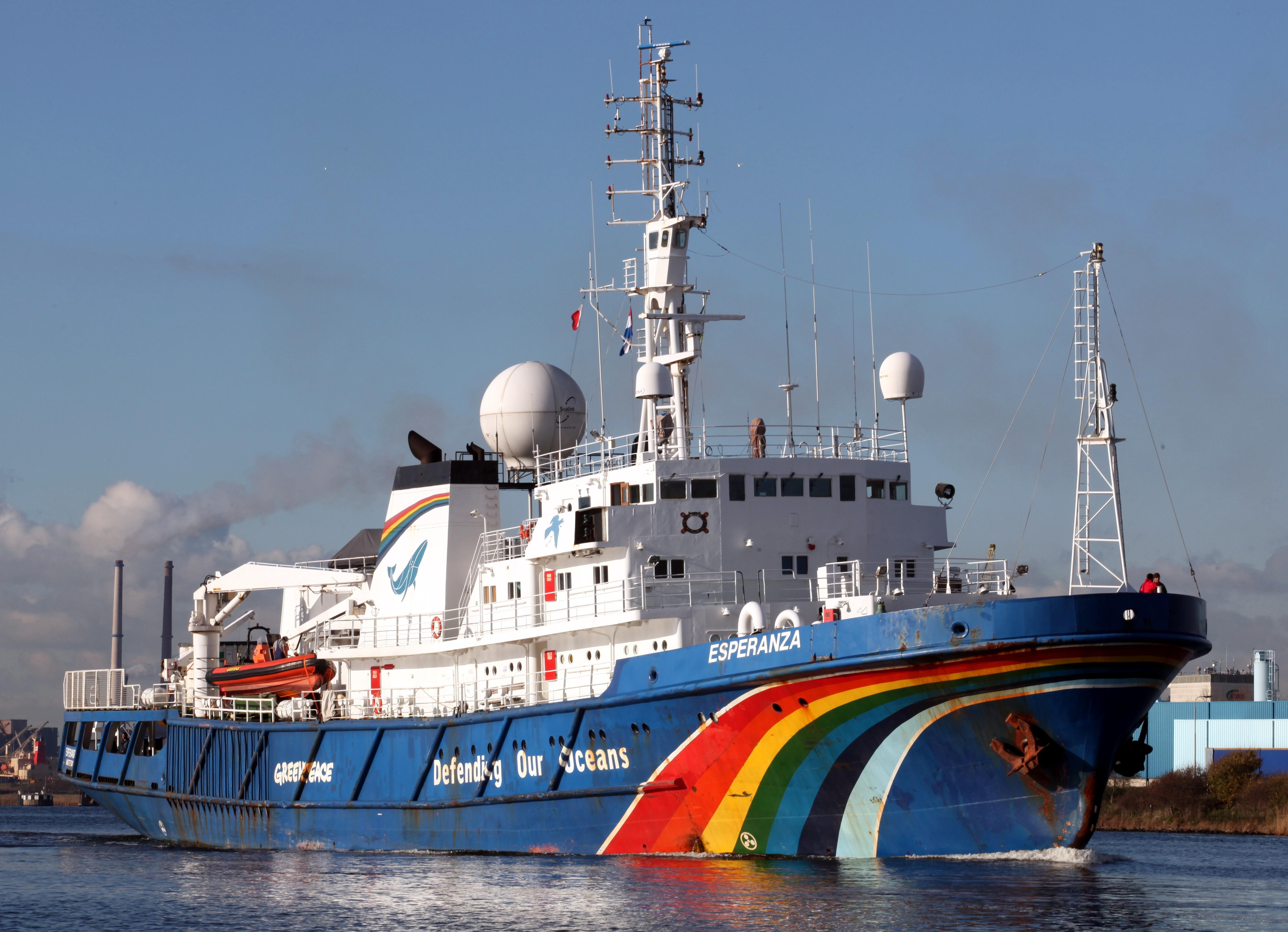
Esperanza
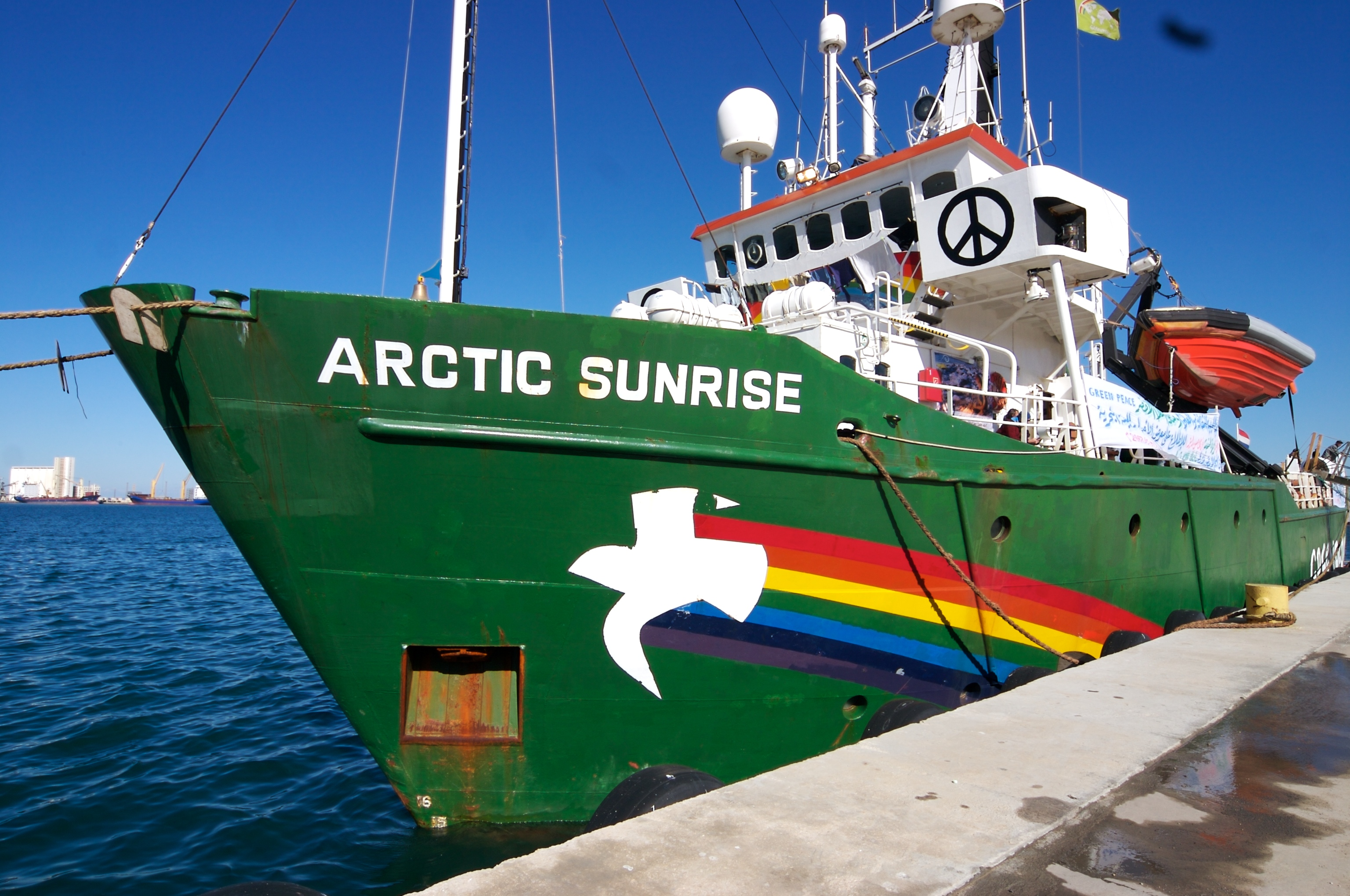
Arctic Sunrise
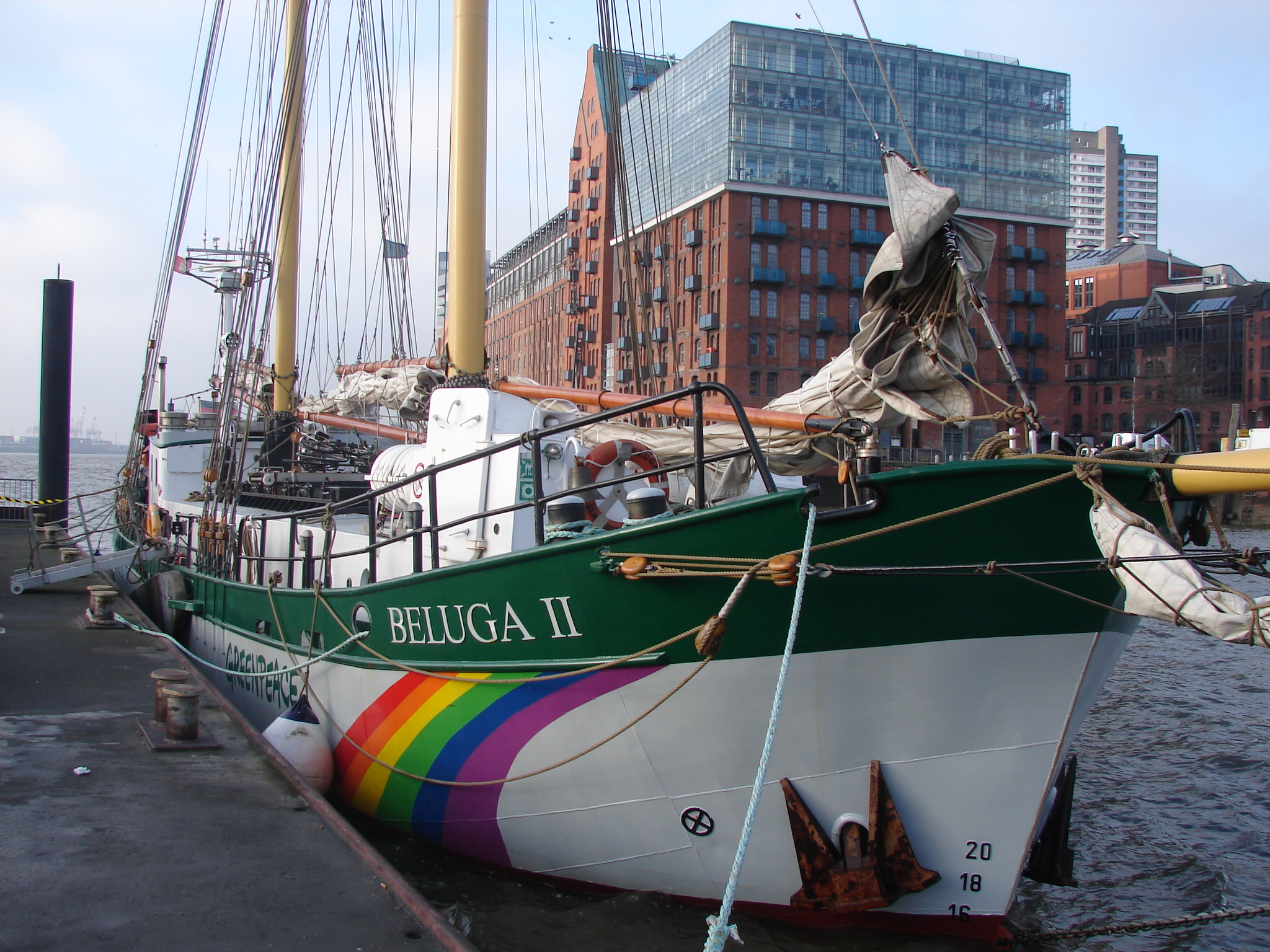
Beluga II
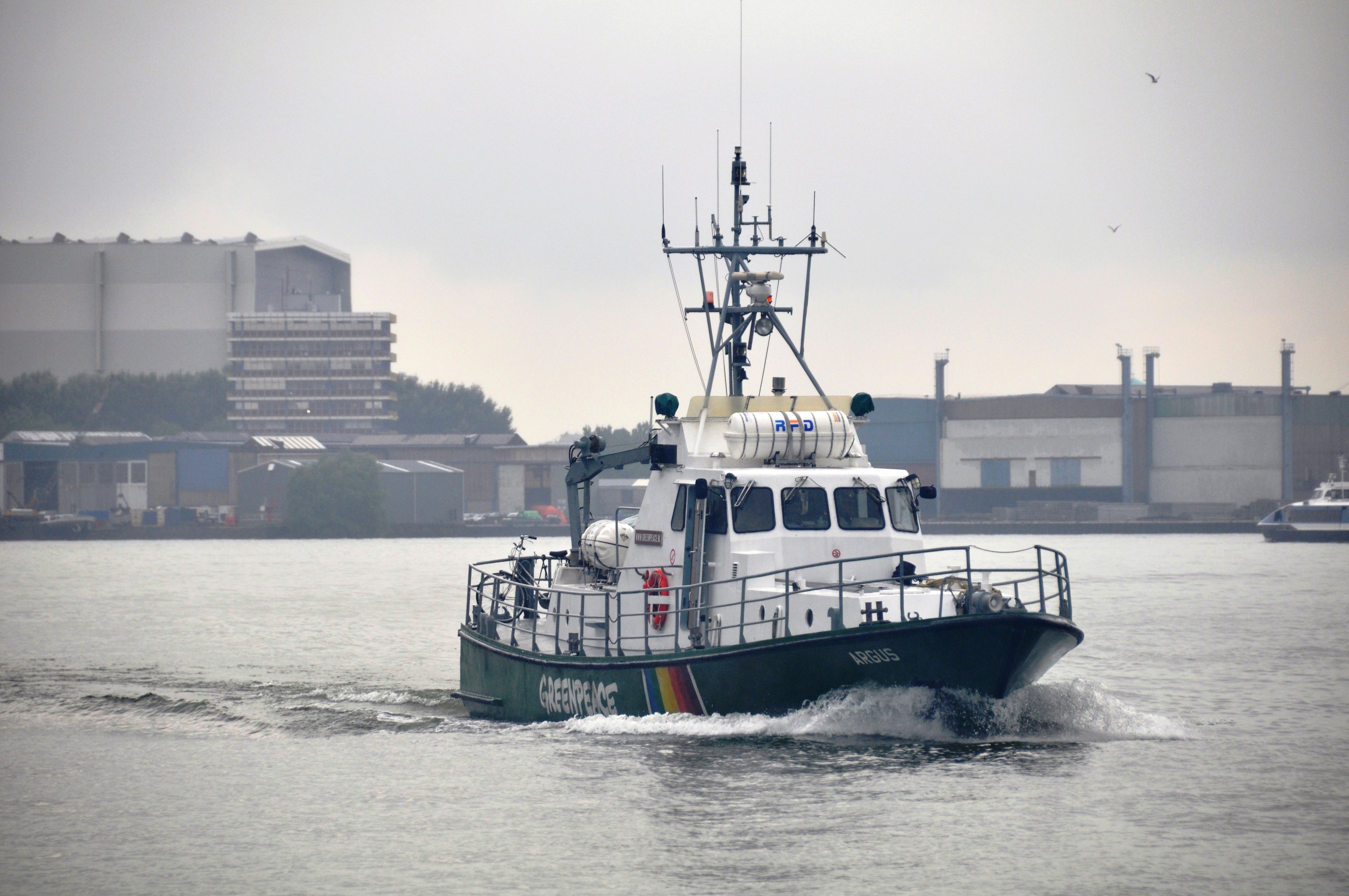
Argus
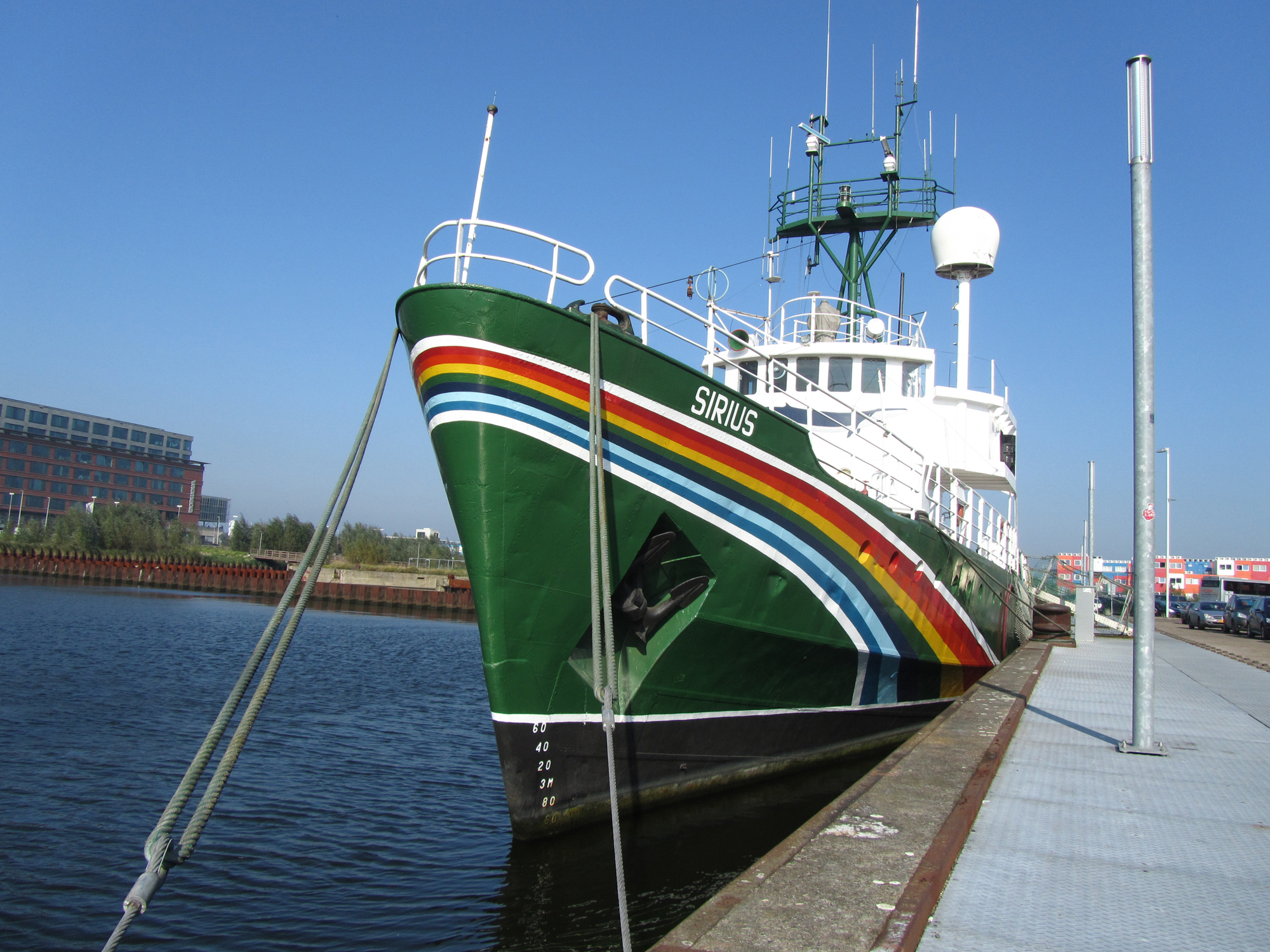
Sirius

### Navi passate
- Beluga I (1960)
- Rainbow Warrior I (1955)
- Rainbow Warrior II (1957)
- Phyllis Cormack
- Vega
- Gondwana (1975)
- Ohana Kai
- James Bay
- Peacock
- Solo
- Moby Dick
- MV Greenpeace (1959)
- Amazon Guardian

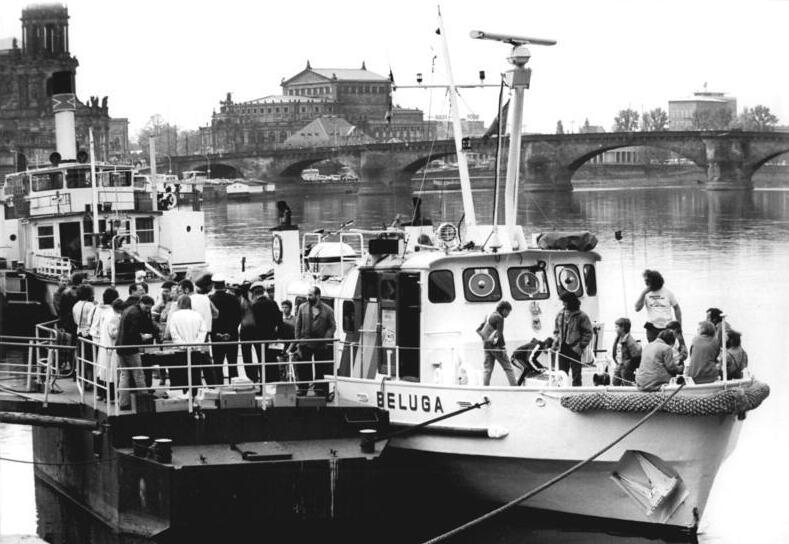
Beluga I
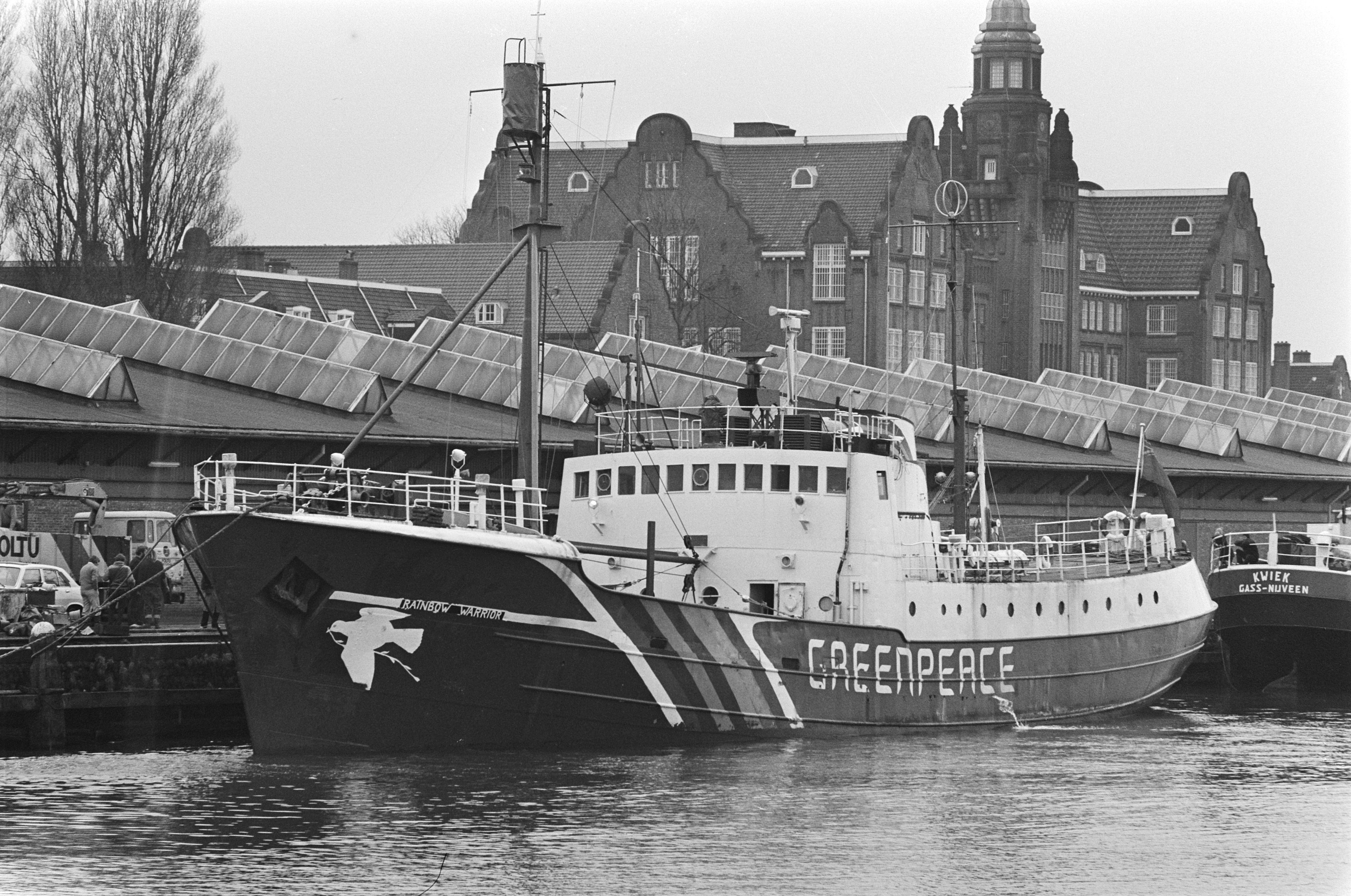
Rainbow Warrior I
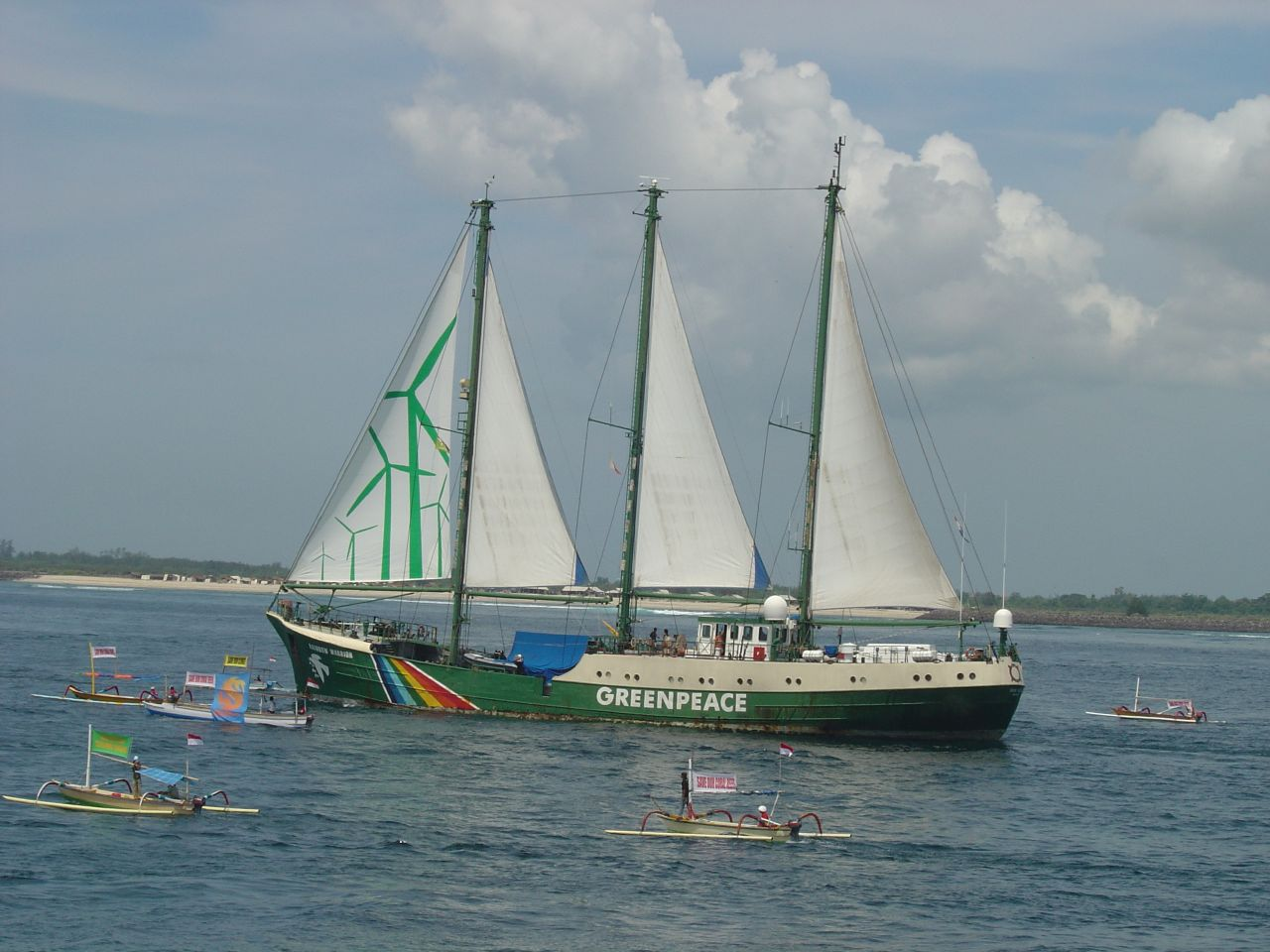
Rainbow Warrior II
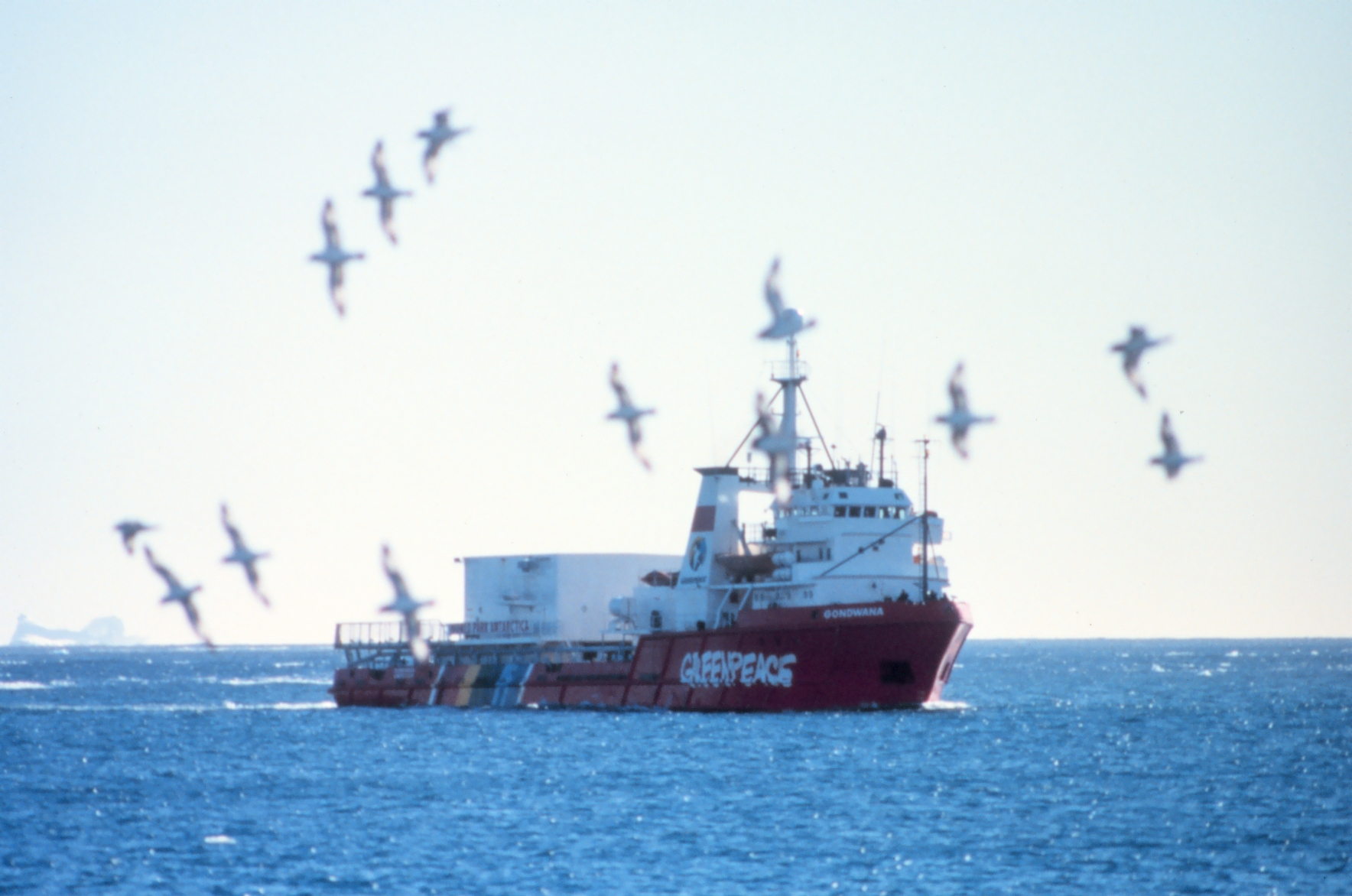
Gondwana
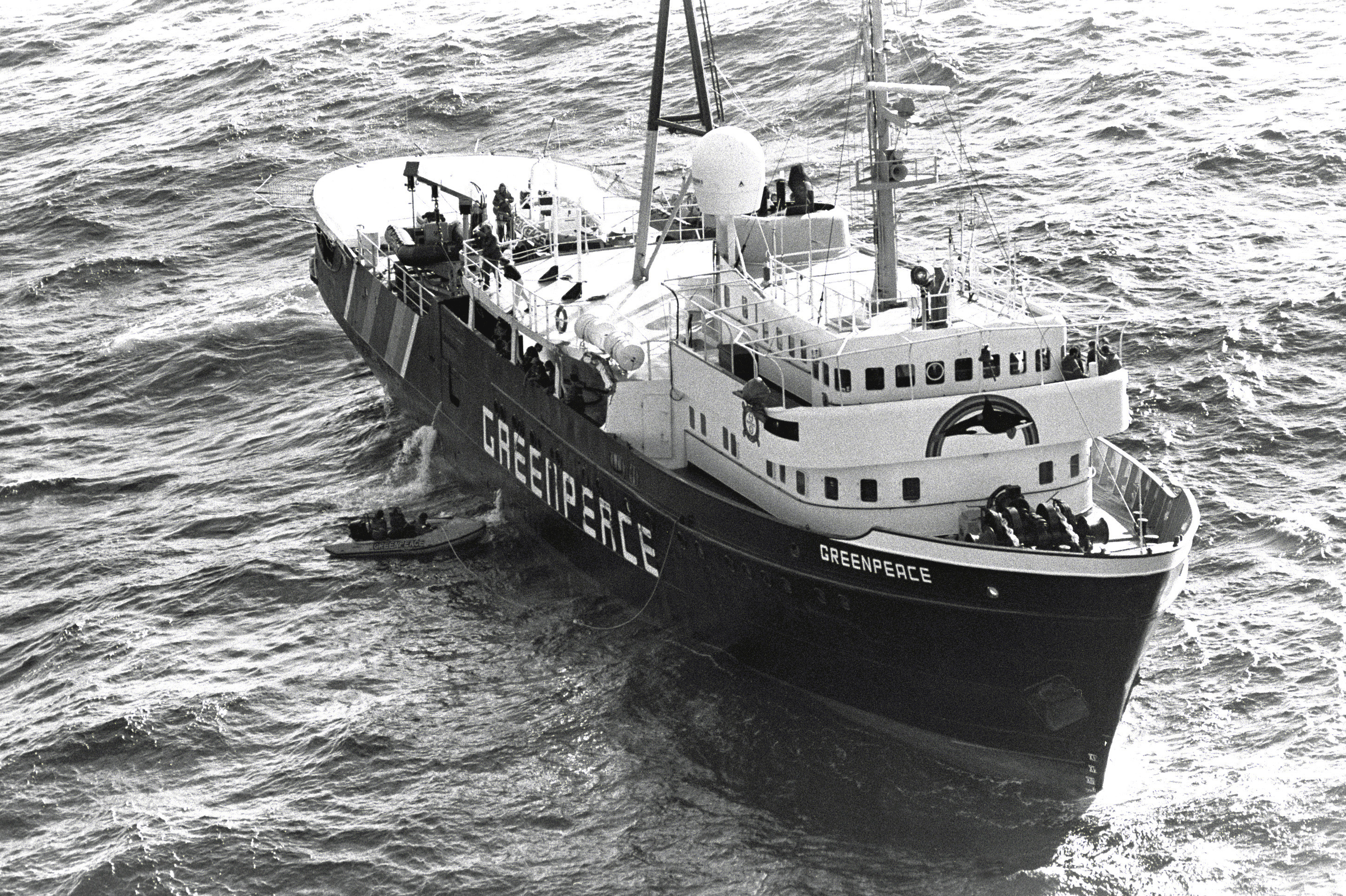
MV Greenpeace

## Storia

### Comitato "Non create l'onda"
(leggenda degli indiani nordamericani Kwatkiutl)
Il 15 settembre 1971, ancora prima che apparisse il nome Greenpeace, una vecchia barca da pesca (la Phyllis Cormack) salpò da Vancouver (costa occidentale del Canada) con a bordo dodici volontari. Tra loro c'erano Jim Bohlen, Irving Stowe, Paul Cote e tra i giornalisti c'erano Robert Hunter del Vancouver Sun, Ben Metcalfe della Canadian Broadcasting Corporation e Bob Cummings del Georgia Strait.
Lo scopo era d'impedire l'esplosione di una bomba nucleare ad Amchitka (un'isola nell'oceano Pacifico settentrionale vicino alla costa dell'Alaska) perché lo scoppio avrebbe potuto danneggiare una zona naturale protetta (ultimo rifugio per 3000 lontre di mare in pericolo e casa per aquile di mare testabianca e falchi pellegrino) provocando un terremoto e un maremoto. Il rischio era alto e i volontari speravano d'impedire l'esperimento per il fatto di essere fisicamente presenti sul posto con un'imbarcazione. A bordo c'erano anche dei giornalisti per poter documentare il viaggio. Il gruppo di protesta si faceva chiamare Comitato "Non create l'onda", ma durante il primo viaggio l'imbarcazione fu ribattezzata Greenpeace. L'imbarcazione fu intercettata dalla guardia costiera nei pressi dell'isola di Akutan con motivazioni legate a formalità doganali e, anche a causa delle continue cattive condizioni meteorologiche, sfibrati, i volontari decisero di abbandonare l'impresa. Con grande stupore scoprirono di essere sulle prime pagine di tutti i giornali con sostegno da parte di molte persone. Nel viaggio di ritorno l'equipaggio incontrò un gruppo di indiani Kwakiutl, che rivelò una profezia secondo cui dei "Guerrieri dell'arcobaleno" avrebbero salvato il mondo prima che fosse troppo tardi e li dichiararono fratelli di sangue.
Grazie all'inaspettato sostegno della gente (economico e di volontari) si riuscì a progettare una nuova spedizione chiamata Greenpeace Too, ma la distanza da coprire era troppa e il tempo a disposizione poco, il test venne portato a termine ugualmente il 6 novembre. Si scatenarono molte proteste tra Canada e USA, tanto da rendere nota pubblicamente la volontà di non effettuare ulteriori test, da quella volta Amchitka è una riserva naturale per uccelli.
Alcuni tra i volontari della spedizione appartenevano al gruppo religioso dei quaccheri, che crede nella pratica delle proteste non violente. Questa prima azione diretta e non violenta diverrà tipica della testimonianza di Greenpeace.

### Mururoa
Conclusasi l'esperienza di Amchitka la fondazione Greenpeace avanzava ancora un po' di denaro e in quel periodo dall'altra parte del mondo, a Moruroa nell'oceano Pacifico meridionale, stavolta la Francia stava progettando altri test atomici in atmosfera.
Greenpeace decise d'inserire un annuncio pubblicitario nei giornali della Nuova Zelanda per trovare volontari che vivessero vicino al luogo dell'esperimento essendo Vancouver dall'altra parte dell'oceano. David McTaggart (uomo d'affari canadese emigrato in Nuova Zelanda) rispose all'annuncio, contrariato che la Francia avesse deciso di creare una zona di esclusione di 100 000 miglia nautiche quadrate per i propri test. Era una decisione contraria alle leggi internazionali e al diritto storico di libertà di navigazione goduto da tutti per secoli.

La schierata nel 1995 a fianco di Greenpeace contro i test nucleari francesi a Mururoa.

Il luogo distava 3500 miglia, McTaggart preparò il suo panfilo, il Vega (rinominato Greenpeace III) e salpò nell'aprile del 1972 con un equipaggio di cinque persone. Il viaggio era pericoloso, sia per la lunga distanza da coprire, sia perché l'esplosione sarebbe avvenuta in atmosfera con ricadute radioattive nel raggio di 100 miglia. McTaggard possedeva un documento preparato con molta cura dall'Università di Auckland in cui si dimostrava che le norme citate dai francesi per la zona di esclusione di 200 miglia erano illegali. In virtù della cosiddetta Legge del Mare il panfilo aveva il diritto di portarsi fino al limite territoriale di 12 miglia da Mururoa. Il panfilo fu subito individuato e gli indizi a disposizione dei volontari per confermare loro di essere osservati erano molti, ma non s'intimorirono, continuarono e si portarono fino al limite delle 12 miglia, da lì in poi furono costantemente seguiti da una nave militare francese.
L'esperimento fu ritardato, i francesi temevano reazioni a livello internazionale se la bomba avesse ucciso l'equipaggio. I segnali da parte dei francesi furono molteplici: un aereo a volo radente sopra il Vega, la "scorta" navale, un pallone aerostatico con il detonatore, ma il Vega rimaneva in zona fino allo speronamento da parte di un dragamine che fece male i calcoli in condizioni di maltempo. I marinai francesi erano tesi e spaventati dalla situazione, il panfilo venne traghettato fino alla zona dell'esperimento per poter essere riparato. Il Vega a questo punto ripartì e l'esperimento fu inevitabile. McTaggart iniziò una battaglia legale per essere risarcito del danno subito "nell'atto di pirateria", con il protrarsi della burocrazia però decise di rinunciare. L'anno successivo, nel 1973, la Francia decise di riprendere gli esperimenti e McTaggart si ripresentò con il Vega riparato e un equipaggio con anche dei fotoreporter, ma i francesi, senza perdere tempo, lo abbordarono e lo ferirono, Anna-Marie Horne riuscì a fotografare il tutto e a salvare il rullino mentre il panfilo venne sequestrato e l'equipaggio deportato. La notizia della protesta e dell'assalto dei francesi fece il giro del mondo e, nel 1974, la Francia annunciò la fine dei test atmosferici.

### Campagna balene
Il giornalista Robert Hunter e il biologo Paul Spong lanciarono una campagna contro il continuo massacro delle balene. La loro caccia era praticata da secoli, ma col tempo il ritmo era aumentato e si temeva l'estinzione; nel frattempo l'olio di balena era stato sostituito da surrogati sintetici e la carne, inizialmente a buon mercato per la gente del Giappone del dopoguerra, era diventata un cibo d'élite. La Commissione internazionale per la caccia alle balene (IWC), nata per proteggere le popolazioni di cetacei, era invece stata complice di alcuni fra i peggiori massacri della storia della caccia alle balene. I due volontari perciò volevano manifestare contro la caccia praticata da Giappone e Unione Sovietica. La tattica che adottò era quella di gommoni veloci per interporsi tra le fiocine delle navi e le balene in mare.
(The New York Times, giugno 1975)
Nel settembre 1974 venne aperto il primo ufficio a Vancouver e le due barche fino a quel momento utilizzate vennero richiamate in servizio. Spacciandosi per uno studioso di balene, Paul Spong riuscì a recuperare delle carte nautiche con i luoghi di caccia e nel giugno del 1975 l'occasione fu il passaggio vicino alla California delle baleniere sovietiche. I sovietici vennero colti a cacciare balene giovani violando la normativa. Le scene di caccia, nonostante i gommoni interposti tra fiocina e balene, vennero filmate e diventarono tristemente famose. Quando la Phyllis Cormack fece ritorno in California, i membri dell'equipaggio vennero accolti come eroi. Nel 1982, l'IWC votò l'adozione di una moratoria sulla caccia commerciale alle balene, operativa dal 1985, che è tuttora in vigore. Ad esempio si calcola che nel 1900 ci fossero 250 000 balene azzurre ridotte a 6000 nel 1972 e rimaste in 400 nel 1982.
Greenpeace aveva di nuovo attirato l'attenzione pubblica e gruppi di attivisti sorsero ovunque. Nel 1976 i sostenitori si aggiravano intorno ai 10000. Con i fondi raccolti Greenpeace riuscì ad acquistare una nave più grande e a dipingerla con un arcobaleno, secondo la profezia indiana, e ad effettuare un secondo viaggio per ostacolare le baleniere sovietiche e, questa volta, salvare le balene

### Campagna foche
Nel 1982 Greenpeace orientò la propria attenzione anche all'uccisione di migliaia di giovani foche (che, dopo la nascita, rimangono dal manto bianco per due settimane prima di seguire la madre in mare) ogni anno nel mese di marzo.
La prima idea fu di spruzzare un innocuo colorante verde sulle foche per rendere inservibile il manto. In Terranova questa pratica rese furibondi i cacciatori, tanto da essere bandita dal governo canadese. In seguito i volontari si aggrapparono ai cuccioli per impedire l'uccisione a bastonate, ma questo non riuscì a fermare il massacro. La soluzione doveva avvenire lontano dai ghiacciai. L'Europa era la destinazione delle pelli, lontana dal massacro, e Greenpeace fece pressione sui vari parlamenti e governi per impedire l'importazione delle pellicce.
Nel 1984 la Comunità Europea vietò l'importazione di qualsiasi manufatto di pelliccia di foca.

### Scorie nucleari

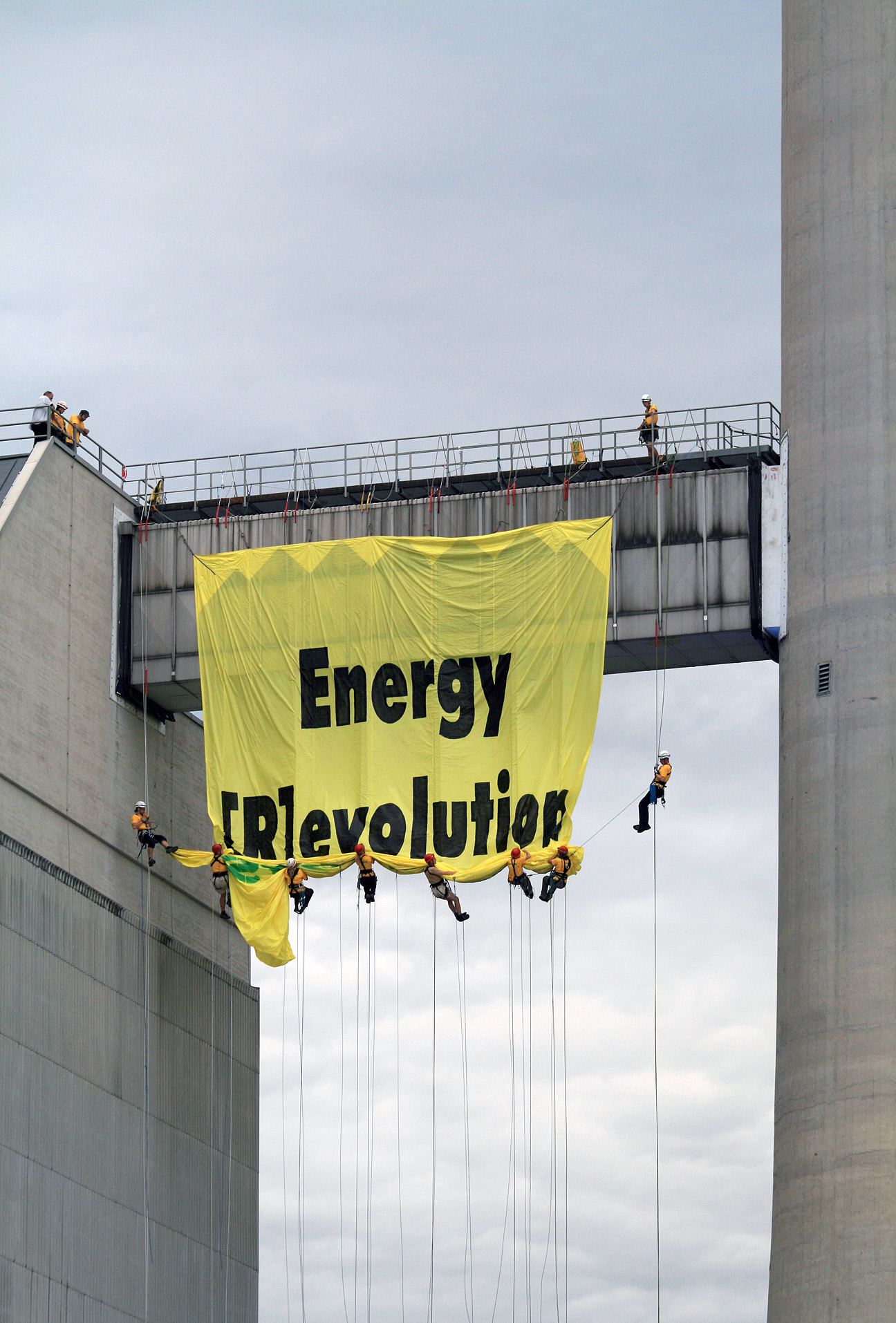
Azione di Greenpeace alla centrale nucleare di Zwentendorf per i Save the World Awards, 2009.

Nel giugno del 1978 la Rainbow Warrior si diresse verso i mari della Spagna per impedire nuovamente la caccia alle balene da parte di Islanda e Spagna, ma durante il viaggio l'obiettivo mutò. A 600 miglia dalla costa sudoccidentale inglese c'era una "zona di scarico" di scorie nucleari in mare aperto. Negli Stati Uniti d'America già dal 1972 non si scaricavano più in mare questo tipo di scorie per motivi ecologici. La notizia che fece mutare l'obiettivo fu che erano previsti scarichi di barre d'uranio, utilizzate in sottomarini a propulsione nucleare, vietati da trattati internazionali.
I volontari si posizionarono con i gommoni proprio dove la nave inglese stava scaricando le scorie, ma nonostante questo lo scarico continuò senza preoccuparsi per la sicurezza dei volontari fino a lasciar cadere un barile direttamente sopra un gommone. Il tutto fu sempre filmato e trasmesso in TV. Intanto la campagna diventava sempre più organica e Greenpeace cominciò a chiedere la chiusura dell'impianto di Sellafield che scaricava in mare plutonio, accusandolo di causare un tipo di cancro nei bambini della zona. Il messaggio che si voleva dare era che il trasporto di rifiuti pericolosi accresce la probabilità di incidenti e fuoriuscite e chi permette il trasporto internazionale di tali rifiuti non incoraggia l'industria ad usare metodi meno pericolosi.
Nel 1985 Greenpeace era appoggiata anche dai sindacati inglesi, che si rifiutavano di far trasportare dagli operai i barili di scorie ai moli per lo scarico. Da quell'anno il governo britannico abbandonò tale pratica e cominciò a cercare località sulla terraferma.

### Evoluzione di Greenpeace come organizzazione
Nel 1977 nacque Greenpeace UK da un legame di McTaggart con "Amici della Terra" e in Francia fu aperta la filiale francese da Remi Parmentier. Nel 1978 fu fondata Greenpeace Paesi Bassi e la filiale olandese del WWF accordò una sovvenzione per finanziare una campagna contro la caccia alle balene in Islanda. Si comprò così una nave su cui fu dipinto un arcobaleno e una colomba, la nave fu chiamata Rainbow Warrior secondo la leggenda indiana. Nel Nord America però Greenpeace stava andando in pezzi, forti personalità erano in urto tra loro e i debiti aumentavano. Nel 1977 Robert Hunter diede le dimissioni da presidente, Paul Watson, accusato di non condividere la tattica contro la caccia alle balene, fu deposto e in seguito fonderà Sea Shepherd. L'ufficio di Vancouver fece causa all'ufficio di San Francisco (molto più facoltoso) per violazione del marchio, San Francisco reagì facendogli causa per diffamazione, si formarono vari gruppi autonomi tutti operanti sotto il nome Greenpeace. McTaggart, giunto in America, fece da paciere. I funzionari di USA e Toronto incontrarono i membri di Vancouver per giungere a un accordo. Greenpeace Europa accettò di pagare i debiti di Vancouver, tutti i gruppi si unirono sotto il nome di "Greenpeace International" e McTaggart fu eletto capo esecutivo e presidente. Sotto la sua guida l'organizzazione funzionò molto bene sebbene sembrasse, a volte, una dittatura.
Spesso il problema era la gestione del segreto per poter portare a buon fine le azioni dirette e non violente ed evitare l'allerta delle autorità con conseguenti ingiunzioni legali e impedimento dell'azione. I sostenitori ordinari, ridotti a scrivere lettere e fare banchetti informativi, si sentivano talvolta tagliati fuori dalle decisioni e dall'azione. Venne eletto un Consiglio Internazionale con due rappresentanti per Europa, Nord America e Australasia e il metodo McTaggart garantiva l'uscita, con successo, su giornali e televisioni.
All'inizio degli anni ottanta i sostenitori erano 25 000, il primo ufficio internazionale venne aperto in Inghilterra e successivamente spostato ad Amsterdam. Ogni organizzazione internazionale dà un quarto delle proprie entrate a Greenpeace International per la manutenzione delle navi e per organizzare campagne in tutto il mondo.
Agli inizi del 1986, dopo esser stato cofondatore di Greenpeace sempre ai vertici dell'associazione, Patrick Moore si dimise e uscì di scena. Egli ebbe successivamente a dichiarare: «Ho lasciato Greenpeace perché i suoi militanti sono diventati anti umani, anti scienza, anti tecnologia, anti commercio, anti globalizzazione, anti industria; senza peraltro avere un modello alternativo da proporre.»
Nel 2007 l'organizzazione contava 27 uffici nazionali con un budget di 170 milioni di euro derivanti dai versamenti di 2,7 milioni di simpatizzanti.

### Rifiuti tossici
In Europa l'uso di fitofarmaci in Columbia Britannica e l'uso di prodotti chimici tossici con scarico in fiumi e mari, soprattutto da parte di Paesi Bassi e Germania, divenne una causa di preoccupazione. Nel 1980 il porto di Rotterdam fu il teatro di una continua manifestazione (a cui partecipò la Rainbow Warrior) contro lo scarico di tonnellate di rifiuti acidi nel mare del Nord e il coinvolgimento della Bayer. Questo incuriosì giornali e opinione pubblica e, nonostante che quella volta lo scarico sia avvenuto ugualmente, due anni più tardi la Bayer cessò di attuare tale pratica. In quel periodo la Beluga (battello fluviale di Greenpeace) attrezzata con un laboratorio a bordo fece il giro dei maggiori fiumi europei e delle coste del mare del Nord per controllare il livello di inquinamento.
Nel frattempo le priorità di Greenpeace cambiarono leggermente per passare dall'esclusiva azione diretta a una ricerca e documentazione scientifica dei problemi d'interesse attraverso i laboratori allestiti su imbarcazioni e motopescherecci grazie ai fondi raccolti.

### Evacuazione di un'isola
Intorno al 1985 la Rainbow Warrior venne attrezzata con delle vele e Greenpeace programmò un viaggio per le isole dell'oceano Pacifico per affrontare di nuovo i francesi con i loro esperimenti a Moruroa. Il viaggio iniziò il 15 marzo; aveva come obiettivo principale l'arcipelago delle Isole Marshall e in particolare l'isola di Rongelap. In quella zona erano stati effettuati molti esperimenti atomici nell'atmosfera tra il 1946 e il 1958 e gli isolani si erano trovati più volte nel raggio delle ricadute radioattive. Erano stati evacuati e successivamente tranquillizzati, ma le piogge provocavano ustioni e molti di loro si ammalavano di cancro. Era proibito mangiare verdura e frutta locali e, due volte l'anno, veniva fornito loro del cibo in scatola da parte degli americani. Fu chiamata in aiuto Greenpeace, che progettò ed eseguì un piano di trasferimento dell'intera popolazione con materiale personale annesso in un'isola a 10 ore di viaggio con la Rainbow Warrior in quattro viaggi e due settimane di lavoro.
Reduce da quest'impresa la Rainbow Warrior si diresse ad Auckland per successivamente terminare la spedizione a Moruroa, forte di maggior sostegno, organizzazione e volontari.

### Bomba al porto

#### Agenti segreti
Un'agente segreto, Christine Cabon, venne infiltrata sotto falso nome dai servizi segreti francesi nell'ufficio di Greenpeace ad Auckland. Il suo compito era quello d'informarsi sulle decisioni di Greenpeace riguardo alla questione Moruroa. Altri agenti, addestrati come sommozzatori, arrivarono alla fine di giugno in una baia nel nord della Nuova Zelanda come turisti; con loro avevano dell'esplosivo, un gommone ed equipaggiamenti per sub. All'aeroporto di Auckland invece arrivarono i due "sposini svizzeri" Alain e Sophie Turenge, copertura per il maggiore Alain Mafart e il capitano Dominique Prieur. Il giorno dopo giunse in aereo il responsabile dell'operazione, il colonnello Louis-Pierre Dillais.

#### Scoppia la bomba
La Rainbow Warrior arrivò ad Auckland il 7 luglio e il 10 luglio, durante una festa a bordo per il compleanno di Steve Sawyer (responsabile del viaggio), alle 11:38 scoppiò la bomba. Il colpo fu attutito dall'acqua e quindi quasi non percepito per chi era sulla terraferma, ma sulla nave fece tremare tutti, procurando uno squarcio di quasi un metro sullo scafo. Il capitano Peter Willicox ordinò a tutti di abbandonare la nave, prima di andarsene il fotoreporter Fernando Pereira andò a recuperare le macchine fotografiche. Alle 11:40 scoppiò la seconda bomba; il fotoreporter, caduto a terra, privo di sensi e al buio, annegò a causa dell'acqua che entrava dallo squarcio, mentre la nave si rovesciò coricandosi sul fianco.

#### I servizi segreti francesi colpevoli
Questo era il primo attentato terroristico in Nuova Zelanda. Dopo due mesi di indagini da parte della polizia neozelandese e di Greenpeace, il 17 settembre, il giornale Le Monde annunciò che l'ammiraglio Lacoste e il ministro della difesa Charles Hernu erano al corrente dell'operazione di sabotaggio e forse l'avevano ordinata. Due giorni dopo venne destituito l'ammiraglio e il ministro diede le dimissioni. Il 22 settembre il primo ministro dichiarò, in un discorso in TV, che la nave era stata affondata da agenti segreti francesi per ordine del governo. Solo i due finti sposini furono processati (e condannati a 10 anni di carcere); gli altri riuscirono a fuggire. L'8 luglio 1986 gli "sposini" furono rilasciati dal carcere in Nuova Zelanda e confinati nell'atollo militare francese di Hao. Il governo francese pagò 7 milioni di dollari come risarcimento a Greenpeace, con scuse ufficiali alla Nuova Zelanda e un'indennità imprecisata alla famiglia di Pereira.

#### Dopo l'attentato
La Rainbow Warrior era impossibile da riparare, così il suo servizio si concluse con il recupero dei macchinari a bordo e l'affondamento al largo. Greenpeace cominciò immediatamente a raccogliere fondi per l'acquisto di una nuova nave. L'episodio del sabotaggio e affondamento ebbe un intenso effetto mediatico che si tradusse in molti nuovi sostenitori in tutto il mondo. La Vega assieme ai velieri Alliance, Vanangian e Breeze salpò con destinazione Moruroa con a bordo il capitano della Rainbow Warrior. I francesi avevano tre navi da guerra di supporto a Moruroa mentre un'altra pedinava Greenpeace nell'oceano Pacifico. A metà ottobre Vega dovette rinunciare alla guardia dell'atollo per problemi tecnici legati alla dinamo, ma gli altri panfili rimasero nella zona. Durante l'ultimo tentativo di Vega di avvicinarsi al punto dell'esperimento (sotterraneo), otto commando francesi arrembarono il veliero e arrestarono l'equipaggio e l'esperimento ebbe luogo.

### Antartide
L'obiettivo di Greenpeace, dopo Moruroa, era di fare dell'Antartide un Parco mondiale. Lo strato di ghiaccio dell'Antartide contiene il 90% dell'acqua dolce del mondo. Greenpeace decise di portare avanti questa campagna perché l'Antartide rimanesse il posto meno inquinato al mondo, evitando di cacciare la fauna presente e d'intaccarlo per l'estrazione di materie prime preziose come petrolio e metalli, compromettendo definitivamente l'incontaminazione del posto. Greenpeace decise d'inviare una propria nave (la Gondwana) in Antartide con a bordo giornalisti che documentassero la situazione di spartizione e trivellazione del continente per ottenere il consenso dell'opinione pubblica. Fu addirittura fondata una base scientifica propria di Greenpeace sul continente. Durante il viaggio verso l'Antartide la nave dovette affrontare vari problemi legati al ghiaccio a partire dagli iceberg costituiti da ghiaccio molto compatto e potenzialmente devastanti per la nave e dai banchi di ghiaccio che si formavano e si saldavano attorno alla nave intrappolandola, con rischio di rimanere bloccati per mesi (rischio sfiorato nel Mare di Ross).

#### Colonie di pinguini
A seguito del trattato del 1988-89 per lo sfruttamento dell'Antartide i francesi stavano preparando un grande aeroporto per aerei da trasporto nei pressi della loro base a Dumont d'Urville. Il progetto contemplava la distruzione dei nidi di 30000 pinguini. Il sospetto era sul possibile utilizzo dell'aeroporto per l'importazione di escavatrici pesanti per l'estrazione di minerali, nonostante i motivi ufficiali fossero quelli del trasporto di attrezzatura per una nuova stazione scientifica.
La pista venne occupata dai volontari di Greenpeace per impedire la prosecuzione dei lavori. I continui spostamenti di forza dei volontari e il loro riposizionamento furono documentati dai giornalisti, anche Jacques-Yves Cousteau prese a cuore la causa lanciando una raccolta firme che, con la rilevanza di un milione di firme, chiese un cambiamento di politica del governo francese sull'Antartide.
Durante gli spostamenti della Gondwana ci fu la possibilità di portare all'attenzione di nuovo il problema della caccia alle balene da parte del Giappone, con ancora momenti di tensione a causa anche di una collisione. Questo portò anche alla firma, da parte della Commissione internazionale per la caccia alle balene di una risoluzione che chiedeva al Giappone di porre fine alla caccia delle balene.

#### Antartide Parco mondiale
L'Australia fu una delle prime grandi nazioni a cambiare politica riguardo all'Antartide. Riconoscendo di poter sfruttare i propri territori l'Australia sostenne, attraverso il proprio primo ministro Bob Hawke nell'estate del 1989, la creazione di un Parco Mondiale in Antartide. A ruota seguì anche la Francia, per la prima volta d'accordo con le affermazioni di Greenpeace. Fra i paesi contrari però c'erano Gran Bretagna e USA, agli sforzi di Greenpeace si unì anche il WWF, con sempre più numerosi paesi a favore del Parco mondiale.
Il 4 ottobre 1991 22 nazioni firmarono un protocollo del Trattato Antartico (conosciuto in inglese come Protocol on Environmental Protection to the Antarctic Treaty e a tutt'oggi ratificato da 27 nazioni) con il quale sostanzialmente si proibisce lo sfruttamento dell'Antartide per scopi economici: con grande soddisfazione, dopo 8 anni di testimonianza, Greenpeace poté riportante la propria più grande vittoria come movimento ecologista.

### Greenpeace in America Latina
Dopo vent'anni di testimonianza, nel 1991, Greenpeace poteva contare su 30 uffici nazionali collegati alla sede centrale di Greenpeace International ad Amsterdam e oltre 4 milioni di sostenitori. 
Nel 1992, in occasione del Summit della Terra (anche noto come Conferenza di Rio), tenutosi a Rio de Janeiro in Brasile, Greenpeace ebbe un grande rilancio nell'America Latina, la Nuova Rainbow Warrior fece il giro di molti porti nel suo viaggio inaugurale in occasione del vertice. Erano presenti già uffici in Brasile e Argentina, ne vennero aperti di nuovi in Guatemala, Messico e Cile. Nell'estate del 1992 venne effettuata la più grande azione nel sud America: l'obiettivo era di attirare l'attenzione sulla dannosità di una centrale nucleare nella città di Zarate in Argentina. In Brasile ci fu una protesta contro le piantagioni di eucalipti australiani, che causavano la distruzione delle foreste amazzoniche costringendo gli indigeni ad emigrare.

### Greenpeace in Russia
Dopo il disastro nucleare di Černobyl' (nell'aprile del 1986) Greenpeace fu autorizzata ad aprire un ufficio a Mosca (URSS) entrando nel blocco sovietico oltre la cortina di ferro. Il problema, in questo caso, fu che in molti stati sovietici non era permessa l'opposizione al regime monopartitico e conseguentemente molti aderirono a gruppi ecologisti per camuffare le loro attività politiche. In questi paesi i grandi problemi erano legati alle guerre civili e alle carestie più che all'ambiente. Nonostante questo Greenpeace era fermamente convinta che se la gente ha terra, fiumi e laghi puliti ha più possibilità di nutrirsi senza dipendere da altri paesi.
Nel 2023 Greenpeace è stata dichiarata "organizzazione indesiderabile" in Russia

### Campagna Mare
Nel 1991 l'ONU votò una risoluzione per mettere al bando la pesca con reti pelagiche (le cosiddette reti a strascico) e le derivanti (le spadare) con soddisfazione di Greenpeace. Nello stesso anno Greenpeace fu al largo di Genova per raccogliere, e fornire successivamente, dati sul disastro petrolifero della Haven, denunciando il trasporto insicuro di petrolio con quelle che vengono considerate "carrette del mare".
Nel 1994 l'IWC approvò un progetto di Santuario Antartico delle balene in seguito alle azioni di Greenpeace e all'appoggio della Francia e finalmente nel 1999 i ministri di Italia, Francia e Principato di Monaco consentirono la nascita del "Santuario delle Balene" nel mar Ligure, chiesto da Greenpeace dal 1989, ma nel 2000 Greenpeace denunciò, con un tour della nave Vega nel mar Tirreno, lo scarico di fanghi tossici provenienti dal porto di Livorno direttamente nell'area del santuario, con il conseguente blocco da parte delle autorità. Nel 2002 venne prolungata la moratoria sulla caccia alle balene da parte dell'IWC in un momento in cui avveniva una vera e propria compravendita di voti da parte del Giappone, smascherata da Greenpeace.
La Greenpeace International seafood red list è un elenco delle specie marine abitualmente pescate e presenti nella grande distribuzione a maggior rischio di uno sfruttamento non sostenibile.
Il responsabile di Campagna Mare è Alessandro Giannì.

### Ozono
Nel 1992, su commissione di Greenpeace venne prodotto il primo frigorifero che rispetta l'ozono (il Greenfreeze prodotto da una piccola azienda tedesca) mentre, con la ratifica del protocollo di Montréal, venne bandito l'uso dei CFC (dannosi per l'ozonosfera) entro il 1996. Nel 1993 Greenpeace Italia ottenne un risultato significativo con l'approvazione, da parte del parlamento italiano, della legge più avanzata in Europa per la protezione dell'ozonosfera (dismissione della produzione di CFC entro il 1995).

### Campagna Inquinamento
Nel 1991, dopo una pesante pressione da parte di Greenpeace, il consiglio dei ministri della Comunità europea proibì, con la Direttiva 1991/414, l'uso di fitofarmaci con alto rischio di inquinamento delle falde acquifere. Nel 1994 la Convenzione di Basilea proibì l'esportazione di rifiuti pericolosi ai paesi del terzo mondo. Nel 1995 Greenpeace approdò nella laguna di Venezia per denunciare la presenza di diossine e conseguentemente la magistratura dispose la chiusura degli scarichi dell'Enichem e avviò un'indagine. Greenpeace denunciò la pericolosità degli inceneritori come causa di tumori per la produzione di diossine e il disincentivo alla raccolta differenziata, nel 1996 dopo un'azione a Napoli la USL locale decise la chiusura dell'inceneritore. Nel 1999, in seguito alle denunce di Greenpeace sulle tossicità di alcune materie plastiche utilizzate nei giocattoli per bambini, numerose aziende annunciarono l'eliminazione del PVC "morbido" dai loro prodotti. Finalmente, nel 2001, venne vietato a livello mondiale l'uso del TBT (tributilstagno) come antivegetativo per le navi.

### Shell e il caso Brent Spar
Nel 1995 la Shell ottenne l'autorizzazione da parte del governo britannico all'affondamento nel Mare del Nord della piattaforma petrolifera Brent Spar. Greenpeace era contraria alla manovra, denunciando il rischio di contaminazione per la presenza di idrocarburi, sostanze radioattive e altre, altamente inquinanti. Con Greenpeace si schierarono Germania, Danimarca e Norvegia con boicottaggi e qualche atto di vandalismo (dal quale Greenpeace si dissociò subito) da parte di tutta la popolazione e persino inviti al boicottaggio da parte del ministro all'ambiente danese. Con un'azione Greenpeace calò due attivisti sulla piattaforma mentre veniva trainata in mare. In conclusione la Shell decise di abbandonare il progetto con un certo imbarazzo da parte del governo britannico. In quel periodo ci fu una lettera di scuse da parte di Greenpeace, perché un'indagine indipendente aveva riscontrato che la quantità di sostanze inquinanti era minore alle rilevazioni effettuate dalla stessa Greenpeace. In quel caso Greenpeace cercò di non creare un precedente che aprisse una normale pratica di smantellamento nel Mare del Nord e, grazie alla propria azione e al boicottaggio da parte dei tre stati che si affacciano sul mare, con le convenzioni di Oslo e Parigi del 1998, venne proibito l'affondamento delle piattaforme petrolifere nell'oceano Atlantico (OSPAR).

### Foreste pluviali

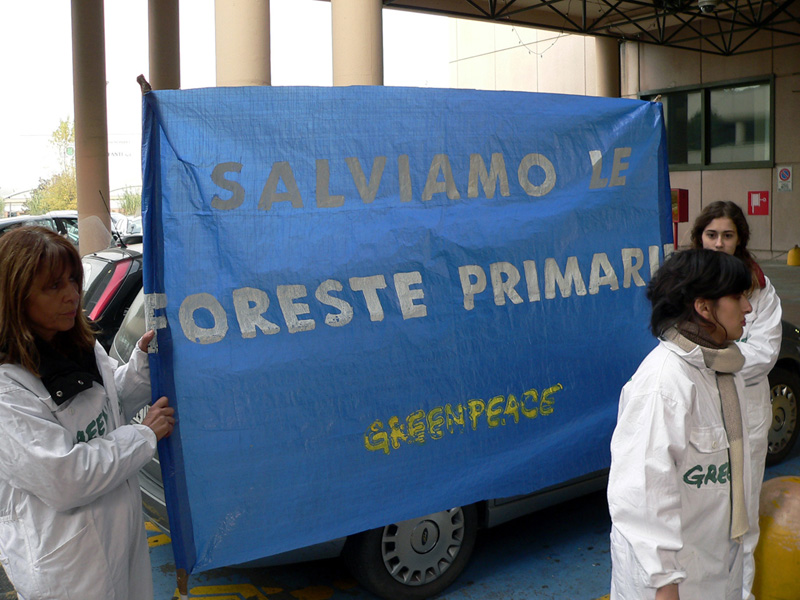
Attivisti italiani nel 2006

L'associazione ambientalista si è sempre mossa verso la conservazione delle ultime foreste pluviali presenti sulla terra a favore di una gestione sostenibile delle stesse. Nel 1995 Greenpeace manifestò contro il taglio delle foreste presenti nel Clayquot Sound nella Columbia Britannica e in seguito il governo canadese accettò la proposta di modificare i metodi di gestione forestale.
Nello stesso anno Greenpeace registrò una vittoria in Russia, con l'inserimento della più grande foresta primaria europea nel patrimonio dell'umanità da parte dell'UNESCO. Nel 2001 Greenpeace denunciò il commercio illegale di mogano amazzonico, che avviene in Brasile, questa mossa costò minacce di morte al responsabile di campagna brasiliano, ma anche divieto di taglio e commercializzazione del mogano da parte del governo brasiliano. Successivamente il legno di mogano entrò sotto la protezione della convenzione internazionale CITES.
Sempre nello stesso anno una vasta area dell'Amazzonia venne protetta in seguito alle manifestazioni di Greenpeace a favore delle popolazioni degli indios Deni. In Italia, dal 2002, avviene la produzione di fazzoletti su carta certificata FSC da parte di Coop che rende merito a Greenpeace. Dal 2003 venne proibita, con un bando da parte del consiglio di sicurezza dell'ONU, l'importazione di legname dalla Liberia, perché alimentava i conflitti armati nella regione.

### Riscaldamento globale

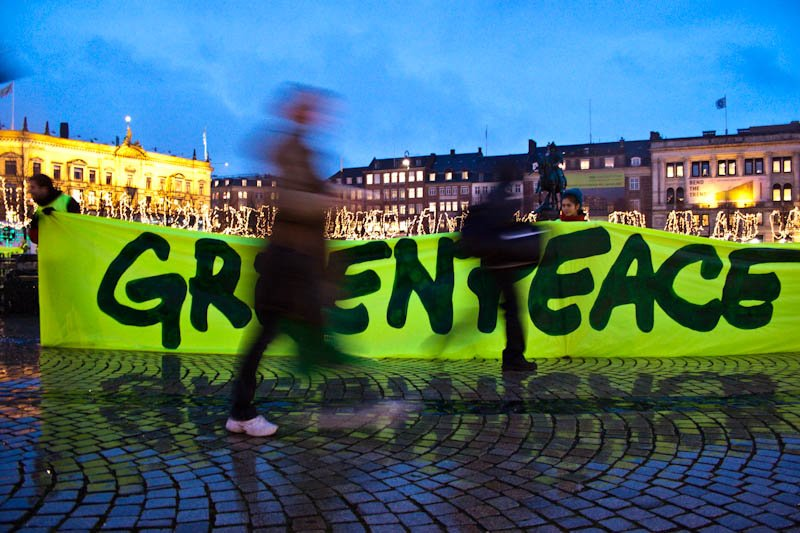
Azione di Greenpeace al summit sui cambiamenti climatici COP15. Copenaghen, 10 dicembre 2009.

Da anni Greenpeace si è impegnata affinché venissero prese delle decisioni per risolvere il problema del riscaldamento globale. Dalla fine degli anni ottanta l'ONU, con il comitato scientifico sui cambiamenti climatici (IPCC) monitorizza la situazione e, con il protocollo di Kyōto, la comunità internazionale ha affrontato il problema.
Nel 2001 George Bush, durante i colloqui di Bonn rese nota la decisione, che gli Stati Uniti non avrebbero firmato il protocollo di Kyōto e Greenpeace attivò una campagna chiamata Stop Esso.
Con un rapporto Greenpeace cercò di dimostrare il coinvolgimento dell'American Petroleum Institute e della ExxonMobil nella lobby esercitata sulle decisioni prese dagli Stati Uniti d'America sul protocollo di Kyōto, chiamando in causa il vicepresidente Dick Cheney. La multinazionale ExxonMobil fece causa a Greenpeace Francia per la modifica del logo "Esso" con la sostituzione delle due "S" con il simbolo del dollaro (E$$O). Il giudice multò Greenpeace per 5000 Euro al giorno, obbligandola a eliminare il logo dal sito web.
Nei successivi appelli Greenpeace riuscì a ottenere l'assoluzione appellandosi alla libertà di espressione. Con l'uscita nel 2007 del Fourth Assessment Report dell'IPCC avvenne una convergenza di idee a livello mondiale e il problema venne preso sul serio e considerato reale. Sempre nel 2007, al 33º summit del G8 ad Heiligendamm, in Germania, sul mar Baltico, Greenpeace ritornò a manifestare con il messaggio Act Now!, rivolto ai paesi che stavano prendendo decisioni sui cambiamenti climatici, ma ci furono spiacevoli episodi legati alla violazione "dell'area rossa" da parte dei gommoni di Greenpeace e un inseguimento da parte della polizia.

### OGM
Sul finire degli anni novanta Greenpeace si concentrò sulla questione degli organismi geneticamente modificati (OGM) e accolse con piacere la direttiva europea 2001/18/CE con cui si sottolinea il principio di precauzione, atto a evitare la coltura in campo aperto con possibili contaminazioni, la necessità di un lungo periodo di sperimentazioni prima dell'immissione sul mercato di cibi OGM e l'etichettatura dei cibi stessi. Successivamente concentrò le sue attenzioni sulla normativa sugli OGM per quanto riguarda i mangimi animali. In Italia con campagne quali Se c'è Aia c'è soia e ParmigiaNOgm cercò di far approvare una legislazione più restrittiva su tutte le mangimistiche e un'etichettatura riguardante anche i mangimi utilizzati per gli animali. Nell'estate del 2007 Greenpeace portò a Strasburgo un rotolo con 1 000 000 di firme chiedendo il controllo della mangimistica animale.

### Campagna Toxic

#### Incenerimento
Sempre a fine anni novanta Greenpeace concentrò i propri sforzi contro la pratica dell'incenerimento e a favore della raccolta differenziata. Gli inceneritori vennero denunciati come rischio ambientale e sanitario a causa della produzione di sostanze quali diossine e furani, che sono composti cancerogeni. I sostenitori dell'incenerimento dal canto loro riportarono i controlli sulle emissione e rivendicarono la legalità della pratica, perché le emissioni nocive erano molto al di sotto dei limiti stabiliti per legge (in Europa ad esempio dalla direttiva europea 2000/76/CE). Greenpeace puntò sul fatto che quelle sostanze cancerogene sono bioaccumulabili. Chiese che la pratica venisse bloccata perché disincentiva la raccolta differenziata e perché il risparmio di energia che si ottiene dal riciclare più volte un materiale è superiore all'energia prodotta dall'incenerimento dei rifiuti. Greenpeace inoltre puntava sul fatto che l'incenerimento non elimina le discariche in quanto le ceneri vanno in quel modo smaltite.

#### Rifiuti elettronici
Nel nuovo millennio Greenpeace si concentra sul problema dei rifiuti elettronici, sul loro smaltimento incontrollato in Asia e sulla presenza di sostanze pericolose come PVC e ritardanti di fiamma bromurati all'interno della maggior parte delle schede elettroniche. Chiede che venga approvata una legislazione, come ad esempio REACH, in Europa. In seguito incomincia a pubblicare un rapporto sullo stato "dell'elettronica verde" ogni 3 mesi in cui si mettono in competizione le maggiori aziende nel campo della telefonia e dell'elettronica in base alle loro dichiarazioni pubbliche in fatto di smaltimento dei rifiuti elettronici e di utilizzo di sostanze pericolose nei componenti elettronici. La mira ricade su Apple che, nonostante le insistenti richieste nel tempo, tace sull'argomento. Nasce così la campagna GreenMyApple che mira a far prendere una posizione chiara ad Apple e instaurare un circolo virtuoso fra le varie aziende in quanto Apple è considerata un'azienda leader nel settore e nell'innovazione dei prodotti. Agli inizi del 2007 Greenpeace ottiene i risultati sperati con una dichiarazione d'intenti pubblica da parte di Steve Jobs Ceo di Apple, attraverso il sito web ufficiale dell'azienda con la risposta A Greener Apple.

### Posizione sulla pratica di compensazione delle emissioni di carbonio
Greenpeace è una delle maggiori voci critiche alla pratica di compensazione delle emissioni di carbonio (in inglese carbon offset), una delle strategie aziendali più comuni per la mitigazione dei cambiamenti climatici.
Il Direttore Esecutivo di Greenpeace, in un editoriale pubblicato da illuminem.com prima della XXVI conferenza delle Nazioni Unite sui cambiamenti climatici, ha descritto la pratica come una «menzogna pericolosa sul clima» e «fumo da cui traggono vantaggio i peggiori inquinatori». L'organizzazione propone sanzioni dirette e severi limiti di emissione per le aziende inquinanti, piuttosto che incentivi finanziari per la compensazione delle emissioni di carbonio.

## Controversie

### OGM: il caso del Golden Rice
Il golden rice è una varietà di riso geneticamente modificata in grado di sintetizzare il beta-carotene, precursore della vitamina A, attraverso un gene delle carote che permette di produrre quest'ultima. Tutti gli interessi finanziari della società che aveva scoperto come effettuare la modifica genetica erano stati ceduti a un'organizzazione no profit in modo tale da non incontrare le resistenze delle associazioni anti OGM, in quanto timorose che le grandi aziende biotech potessero trarne profitto. La carenza di vitamina A causa ogni anno milioni di casi di cecità, altre disabilità e morti (di cui 250 000-500 000 tra i bambini di cui circa la metà muoiono entro 12 mesi dall'insorgenza della cecità) e, nel 2002, il Golden Rice era pronto ad essere coltivato.
Mancavano alcuni passaggi burocratici per l'approvazione nel rispetto delle normative dei paesi che avrebbero adottato questa varietà di riso, ma era stato ampiamente dimostrato che il Golden Rice non poteva essere dannoso per l'ambiente e la salute pubblica. Alcune associazioni anti OGM, tra cui Greenpeace che era la più grande ed influente, si sono opposte con forza attraverso campagne che osteggiavano il parere della comunità scientifica. Greenpeace affermò spesso di aver seguito il parere di alcuni scienziati, ma Dario Bressanini pubblicò nel 2014 un articolo su Le Scienze in cui criticava pesantemente le tecniche di comunicazione dell'associazione ambientalista, mostrando come spesso questa manipolasse i dati e le dichiarazioni di alcuni scienziati per dare l'impressione che la scienza confermasse le loro posizioni.
Nel 2014 venne pubblicato uno studio di Wesseler e Zilberman che stimava che i 12 anni (dal 2002 al 2014) di ritardo nell'uso del Golden Rice fossero costati 1 420 000 anni di vita nella sola India. Questa unità di misura (DALY) tiene conto non solo dei morti, ma anche delle forme di disabilità causate dalla carenza di vitamina A.
David Ropeik, Professore di Percezione del Rischio e Comunicazione del Rischio alla Stanford University, pubblicò un articolo di critica nei confronti di Greenpeace a seguito dello studio di dati e di analisi peer reviewed, accusando l'associazione anti OGM di aver preso come riferimento scritti che non hanno retto a un esame scientifico oggettivo. In particolare, nel suo articolo sul Scientific American del 2014, Ropeik accusa Greenpeace di aver contribuito alla disabilità e alla morte di milioni di persone e dichiara che le associazioni che si sono opposte al Golden Rice dovrebbero essere chiamate a rispondere delle vittime di VAD.

Nel 2016, a unirsi alle critiche di diversi membri della comunità scientifica, venne firmata una lettera di critica da 110 premi Nobel e 2212 scienziati nei confronti di Greenpeace chiedendo contemporaneamente a Greenpeace e ai governi coinvolti nel progetto Golder Rice, di considerare l'esperienza OGM degli agricoltori e dei consumatori di tutto il mondo e di abbandonare la campagna contro il "riso dorato". Nella lettera venne sottolineato soprattutto come in Africa e nel Sud Est asiatico il Golden Rice potesse salvare milioni di vite e che, secondo l'OMS, circa 250 milioni di persone nel mondo soffrissero della carenza di Vitamina A. La lettera si conclude con 
«Chiediamo ai governi del mondo di rifiutare la campagna di Greenpeace contro il Riso dorato in particolare e quelle contro le colture e i cibi migliorati attraverso la biotecnologia in generale. Chiediamo che facciano tutto ciò che è in loro potere per opporsi alle azioni di Greenpeace e accelerare l’accesso degli agricoltori a tutti gli strumenti della biologia moderna, specialmente ai semi migliorati grazie alla biotecnologia. L’opposizione basata sull’emozione e sul dogma che è stata confutata dai dati deve finire. Quante persone povere in tutto il mondo devono morire prima che questo venga considerato un “crimine contro l’umanità”?».
Greenpeace rispose ai premi Nobel dichiarando di "rimandare le accuse al mittente" e che il Golden Rice non ha mai dimostrato di essere una soluzione contro la VAD, ma già nel 2014 (quindi prima di questa risposta da parte di Greenpeace), l'articolo di Ropeik, anticipava questa critica al Golden Rice che era stata mossa da alcuni scettici degli OGM dicendo che:
«Scettici come la Union of Concerned Scientists criticano la tecnologia OGM per non aver rispettato questa promessa. Ma se è così, è anzitutto perché l'opposizione ha impedito che questi prodotti arrivassero sul mercato. È abbastanza difficile mantenere una promessa se non ti è permesso di cercare di mantenerla. L'opposizione a diverse applicazioni degli OGM, basata su timori che non reggono alle prove raccolte in numerosi test sulla sicurezza, sta negando alla gente cibo e nutrizione, e procurando danni reali.»

### Danneggiamento delle linee di Nazca
Una ventina di attivisti di Greenpeace, nella notte tra il 7 e l'8 dicembre 2014, hanno danneggiato gravemente il sito archeologico e ambientale delle Linee di Nazca, patrimonio dell'Umanità e bene protetto dall'UNESCO dal 1994. Lo scopo era di lanciare un messaggio in occasione della conferenza dell'ONU sui cambiamenti climatici. Gli attivisti hanno camminato sulla fragile terra argillosa del deserto di Nazca, senza autorizzazione e senza la protezione delle larghe suole in gommapiuma usate dagli archeologi. Hanno così lasciato delle tracce visibili dall'alto, con la formazione di calpestio e di un nuovo sentiero che, secondo la sovrintendenza archeologica e le autorità peruviane, costituisce un danno irreparabile. La stessa Greenpeace ha riconosciuto il danno e si è scusata. Il governo del Perù ha denunciato l'organizzazione all'UNESCO mentre la magistratura ha aperto un'inchiesta.

### Il pendolarismo aereo di Pascal Husting
Nel 2013 è stato notato che Pascal Husting, direttore dei programmi internazionali di Greenpeace International, viaggiava diverse volte al mese in aereo tra i Paesi Bassi e il Lussemburgo (360 km) per andare a visitare la sua famiglia, nonostante l'attivismo di Greenpeace per ridurre i viaggi aerei a causa dell'effetto serra da loro prodotto. In seguito alle lamentele Greenpeace ha annunciato che Husting avrebbe viaggiato in treno.

### Scarsa trasparenza nell'utilizzo dei fondi
Nel 1989 un giornalista islandese, Magnus Gudmundsson, girò un documentario sull'organizzazione dal titolo Survival in the High Nord (Sopravvivenza nell'alto Nord), nel quale Greenpeace International veniva accusata di essere un'organizzazione che, sotto la pretesa di salvaguardare la natura, aveva il solo scopo di ottenere un potere politico ed economico. Il documentario faceva riferimento a ingenti fondi, provenienti dalle donazioni dei sostenitori, che transitavano su conti bancari segreti il cui accesso era riservato solo ai leader di Greenpeace.
Una delle accuse all'organizzazione è quella di spendere più denaro per la propaganda e il proprio marketing, che per le attività di salvaguardia dell'ambiente previste dal suo scopo istituzionale. La sede italiana di Greenpeace, in base al bilancio 2011, avrebbe speso 2 349 000 euro per le sue attività istituzionali e 2 482 000 euro per pubblicità e per la ricerca di nuovi aderenti: se si aggiunge circa un milione per spese di funzionamento (stipendi ai dipendenti, affitti, ecc.) emerge che nel 2011 solo il 42% dei fondi raccolti è stato utilizzato a fini istituzionali, mentre il rimanente 58% se n'è andato per il mantenimento dell'istituzione.
Nel 2014 la filiale olandese di Greenpeace ha perduto 3,8 milioni di euro in speculazioni in borsa con operazioni di pronti contro termine al ribasso sull'euro. Il portavoce di Greenpeace International, Mike Townsley, ha attribuito la perdita all'errore di valutazione di un dipendente e si è parlato di lacune nel sistema di controllo amministrativo interno. Il portavoce si è scusato con i sostenitori, appellandosi alla loro comprensione del fatto che anche la loro organizzazione non è perfetta. Sempre secondo il portavoce la perdita non avrebbe messo in pericolo l'attività dell'organizzazione, che, secondo il rapporto finanziario del 2012, ha incassato oltre 270 milioni di euro, in gran parte provenienti dalle offerte dei sostenitori.

### Greenpeace Energy
È una cooperativa fondata nel 1999 in Germania a seguito di un'iniziativa di Greenpeace chiamata Power Shift con il fine di fornire elettricità derivante da fonti sostenibili ai cittadini tedeschi. Dal 2011, però, Greenpeace Energy ha iniziato a vendere il cosiddetto ProWindGas, inizialmente formato al 100% da gas fossile importato dalla Russia. La compagnia ha promesso che nel corso del tempo la quota di gas fossile sarebbe diminuita per essere sostituita dall'idrogeno, con l'obiettivo di vendere solo idrogeno dal 2027, ma nel 2021 la quota di idrogeno è ancora solo all'1%, mentre il 10% arriva da biogas (che rimane una fonte a bassa densità energetica e inquinante) e l'89% da gas fossile. In particolare, Greenpeace Energy dichiara di vendere l'1% di idrogeno e il 99% di "eco-gas". Per questa ragione la compagnia è stata accusata di fare campagna ingannevole, contraddittoria e greenwashing del gas russo. Greenpeace Energy, attraverso un comunicato, si è giustificata dichiarando che la difficoltà nel rispetto dei piani è dovuta all'aumento della quota energetica richiesta, d'altra parte, secondo la EIA, la quota energetica è destinata ad aumentare di circa il 50% entro il 2050. Nel 2015, la compagnia ha anche fatto causa alla Commissione Europea per aver approvato uno stanziamento di fondi per la costruzione della centrale nucleare da 3200 MWe Hinkley Point C. In particolare le accuse di Greenpeace Energy furono relative a un ipotetico impatto ambientale negativo della centrale nucleare, ma la Corte di Giustizia Europea ha rigettato le accuse ritenendole infondate. In particolare, un report del JRC uscito nel 2021, che ha studiato l'impatto dell'energia nucleare sull'ambiente con particolare attenzione alle scorie, ha concluso che non esistono ragioni scientificamente valide per dichiarare che il nucleare abbia un impatto ambientale maggiore rispetto alle altre fonti energetiche sostenibili. Il report in questione si chiama Technical assessment of nuclear energy with respect to the "do no significant harm" criteria of Regulation (EU) 2020/852 ("Taxonomy Regulation").

### Dimissioni polemiche di alti dirigenti
Oltre al già citato Moore, altri dirigenti di Greenpeace hanno lasciato polemicamente l'organizzazione: Ute Belliom, ex presidente di Greenpeace, e Bjorn Okern, ex direttore generale della sede norvegese, lamentando la mancanza di democrazia interna all'organizzazione e la sua attenzione volta più a incassare denaro che ai compiti istituzionali. Bjorn Okern ha dichiarato: «Se uno crede che in Greenpeace vi sia democrazia farebbe meglio a prendere il vocabolario per sapere il significato del termine. In Greenpeace non può esservi democrazia. È una struttura piramidale, dove tutto è deciso al vertice, proprio come in un sistema militare. [...] Chiunque pensi che i soldi di Greenpeace siano utilizzati per l'ambiente, si sbaglia. Viaggiano in prima classe, mangiano nei migliori ristoranti e fanno la bella vita del jet-set ecologista; il motivo principale per cui danno importanza alle balene è perché ci si fanno i soldi».
Kalle Estvedt, già portavoce dell'organizzazione, avrebbe dichiarato che:
(Bjǿrn Lomborg, The Skeptical Environmentalist, Cambridge University Presse, Cambridge, 2001, p. 18. ISBN 978-0-521-01068-9)